# Memoriał Kamili Skolimowskiej 2015
LOTTO 6. Warszawski Memoriał Kamili Skolimowskiej – mityng lekkoatletyczny, który odbył się 13 września 2015 roku na Stadionie Narodowym w Warszawie.
Specjalnie na zawody stadion, który na co dzień nie jest przystosowany do potrzeb lekkoatletyki, został wyposażony w ponad 100 metrową bieżnię, skocznie do skoku o tyczce oraz skoku wzwyż, koło do pchnięcia kulą oraz urządzenia do rzutów młotem i dyskiem. 
Organizatorem zawodów była Fundacja Kamili Skolimowskiej. Na trybunach zasiadło ok. 18 000 widzów.  

## Rezultaty

### Mężczyźni
| Konkurencja:               | 1. miejsce        | Rezultat | 2. miejsce       | Rezultat | 3. miejsce         | Rezultat |
| Bieg na 100 m              | Asafa Powell      | 10,01    | Ramil Guliyev    | 10,26    | Ramon Gittens      | 10,27    |
| Bieg na 110 m przez płotki | Hansle Parchment  | 13,23    | Shane Brathwaite | 13,44    | Artur Noga         | 13,54    |
| Skok wzwyż                 | Bohdan Bondarenko | 2,26     | Donald Thomas    | 2,22     | Sylwester Bednarek | 2,18     |
| Skok o tyczce              | Piotr Lisek       | 5,64     | Shawnacy Barber  | 5,54     | Robert Sobera      | 5,54     |
| Pchnięcie kulą             | Joe Kovacs        | 20,44    | Tomasz Majewski  | 20,32    | Asmir Kolašinac    | 20,30    |
| Rzut dyskiem               | Piotr Małachowski | 63,71    | Gerd Kanter      | 63,34    | Robert Urbanek     | 62,96    |
| Rzut młotem                | Paweł Fajdek      | 81,99    | Krisztián Pars   | 78,73    | Dilszod Nazarow    | 74,12    |

### Kobiety
| Konkurencja:               | 1. miejsce       | Rezultat | 2. miejsce             | Rezultat | 3. miejsce      | Rezultat |
| Bieg na 100 m              | Simone Facey     | 11,30    | ChaRonda Williams      | 11,33    | Sherone Simpson | 11,36    |
| Bieg na 100 m przez płotki | LoLo Jones       | 12,87    | Andrea Ivančević       | 13,01    | Lucy Hatton     | 13,11    |
| Skok wzwyż                 | Marija Kuczina   | 1,94     | Kamila Lićwinko        | 1,94     | Eleriin Haas    | 1,74     |
| Pchnięcie kulą             | Paulina Guba     | 17,86    | Agnieszka Maluśkiewicz | 16,20    | Úrsula Ruiz     | 15,81    |
| Rzut młotem                | Anita Włodarczyk | 78,16    | Kathrin Klaas          | 69,80    | Amber Campbell  | 68,34    |